# باشگاه ورزشی بلگرانو
باشگاه ورزشی بلگرانو (انگلیسی: Club Atlético Belgrano) یک باشگاه ورزشی حرفه‌ای آرژانتینی است که در شهر کوردوبا واقع شده‌است.
این باشگاه بیشتر به خاطر تیم فوتبال خود که در حال حاضر در لیگ برتر فوتبال آرژانتین بازی می‌کند شناخته شده است.

## هماورد
رقیب اصلی بلگرانو، باشگاه ورزشی تایرس است که رقابت آنها به عنوان "ال کلاسیکوی کوردوبا" شناخته می‌شود.